# Astragalus jelenevskyi
Astragalus jelenevskyi es una especie de planta del género Astragalus, de la familia de las leguminosas, orden Fabales.

## Distribución
Astragalus jelenevskyi se distribuye por Rusia europea.

## Taxonomía
Fue descrita científicamente por Sytin. Fue publicada en Novosti Sist. Vyssh. Rast. 33: 132 (2001).